# Масулуке, Оскарине
Оскарине Масулуке (англ. Oscarine Masuluke; род. 23 апреля 1993, Претория) — южноафриканский футболист, вратарь.

## Ранние годы
Оскарине — воспитанник клуба «Барока», в основном составе которого, провел 4 года. Всего за клуб в чемпионате, Масулуке провел 79 матчей и забил один гол, за который был номинирован на премию ФИФА имени Ференца Пушкаша. 6 марта 2018 года вратарь покинул клуб из-за обвинений в распитии алкоголя в клубном автобусе, и стал свободным агентом.